# Nokia 5200

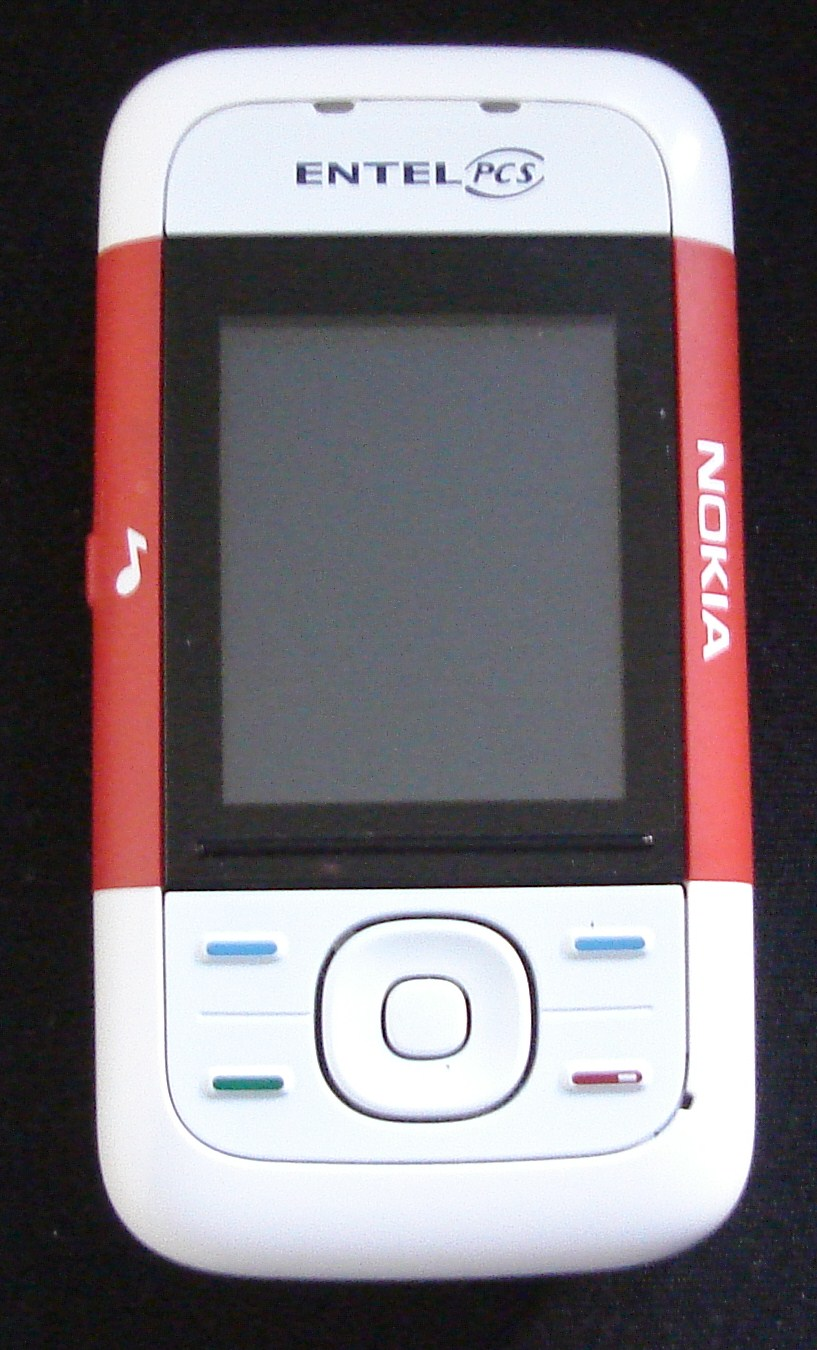
Nokia 5200

Nokia 5200 är en mobiltelefon av Nokia som lanserades 2006. Den har en enmegapixelkamera och upp till 2 GB lagringsutrymme.